# Австрійсько-японські відносини

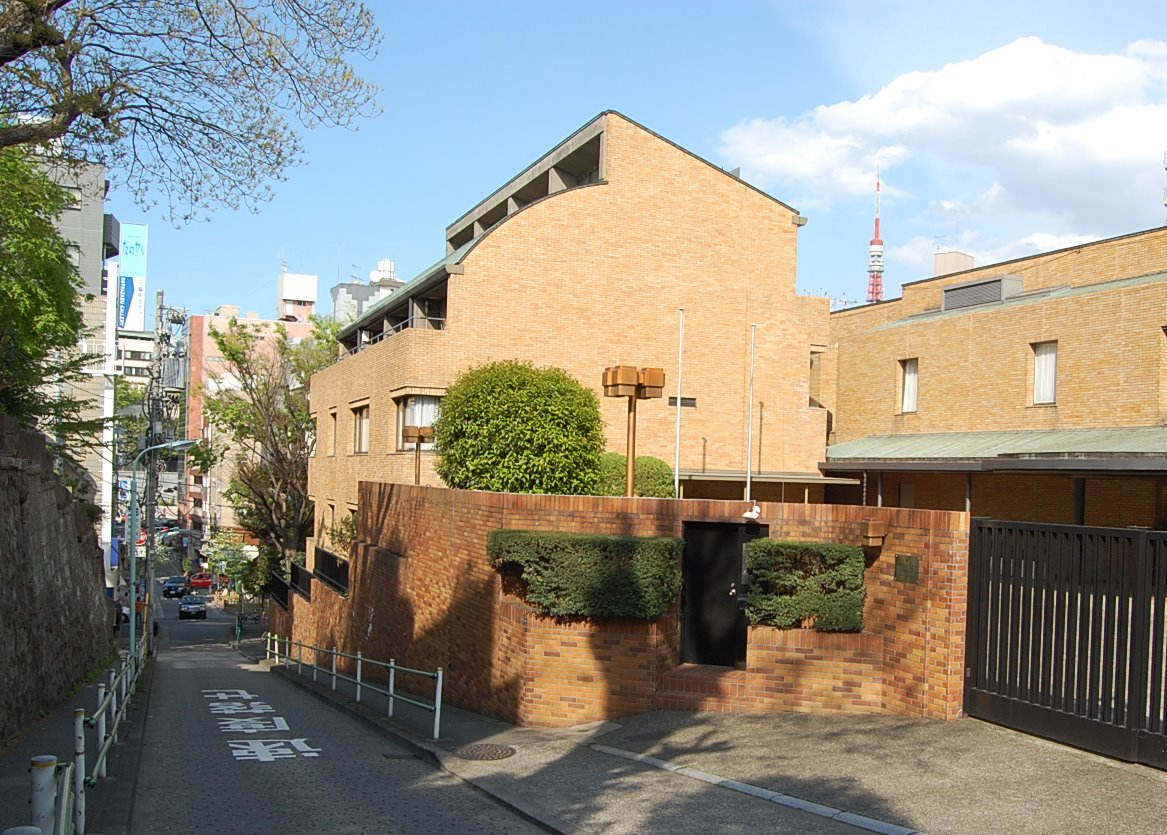
Посольство Австрії в Японії

Австрійсько-японські відносини — двосторонні дипломатичні відносини між Австрією та Японією.

## Історія
Обидві країни встановили дипломатичні відносини у 1869.
Австро-Угорщина та Японія були ворогами у Першій світовій війні. З початком війни багато японців залишили територію Австро-Угорщини, деякі японці, що залишилися, були інтерновані і укладені в різні місця ув'язнення. Австро-угорські війська взяли участь в обороні Ціндао, де їм завдали поразки японські війська. Вони були взяті в полон і утримувалися на території Японії. Крім того, японський флот діяв проти австро-угорського флоту на Адріатиці. Японія, як сторона, що перемогла, після війни підпише Сен-Жерменський договір.
Австрія має посольство в Токіо та 4 почесні консульства (у Хіросімі, Нагої, Осаці та Саппоро), а Японія має посольство у Відні та почесне консульство в Зальцбурзі.
У червні 1999 Президент Австрії Томас Клестіль здійснив державний візит до Японії. Це був перший державний візит Австрійського Президента до Японії.
У 2007 Японія стала третім за значимістю торговим партнером Австрії за кордоном.